# Niemisel
Niemisel (Fins: Niemisuvanto) is een dorp (småort) binnen de Zweedse gemeente Luleå. Niemi is Fins voor schiereiland, maar dat is niet meer herkenbaar in het landschap. Niemisel ligt op de plaats waar de Kvarnån de Råneälven instroomt. Eind 19e eeuw zijn veel bewoners van het dorp en omstreken geëmigreerd naar de Verenigde Staten. 

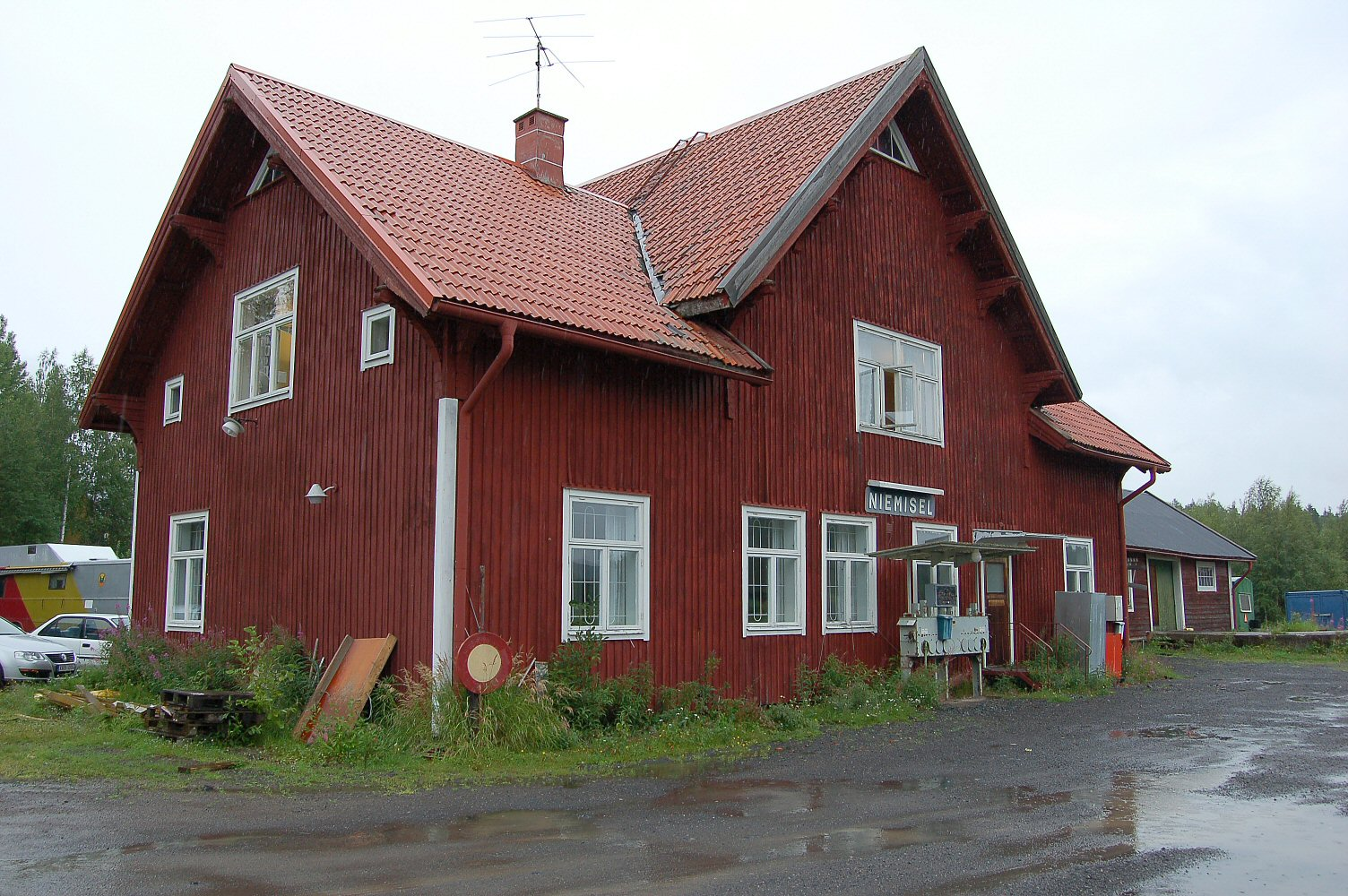
Station Niemisel

## Verkeer en vervoer
Bij de plaats loopt de Länsväg 356.
In 1900 kreeg het een treinstation aan de Haparandalijn. Tegenwoordig wordt deze uitsluitend gebruikt voor goederenverkeer.
Bestuurscentrum: Luleå (Tätort)
Tätort: Alvik · Antnäs · Bälinge · Bensbyn · Bergnäset · Brändön · Ersnäs · Gammelstad · Jämtön · Kallax · Karlsvik · Klöverträsk · Måttsund · Persön · Råneå · Rutvik · Södra Sunderbyn
Småort: Ale · Ängesbyn · Avan · Björknäs en Harrviken · Björsbyn · Böle · Börjelslandet · Brännan · Bränslan · Fällträsk · Gäddvik · Hagaviken · Midbyn · Mörön · Niemisel · Norra Gäddvik · Örarna · Reveln · Smedsbyn · Södra Prästholm · Sundom · Vitå
Overig: Alhamn · Skäret · Niemiholm